# Doliocarpus paraensis
Doliocarpus paraensis är en tvåhjärtbladig växtart som beskrevs av Herman Otto Sleumer. Doliocarpus paraensis ingår i släktet Doliocarpus och familjen Dilleniaceae. Inga underarter finns listade i Catalogue of Life.